# Cantón de Sellières
El cantón de Sellières era una división administrativa francesa, que estaba situada en el departamento de Jura y la región de Franco Condado.

## Composición
El cantón estaba formado por trece comunas:
- Bréry
- Darbonnay
- La Charme
- Lombard
- Mantry
- Monay
- Passenans
- Saint-Lamain
- Saint-Lothain
- Sellières
- Toulouse-le-Château
- Vers-sous-Sellières
- Villerserine

## Supresión del cantón de Sellières
En aplicación del Decreto nº 2014-165 de 17 de febrero de 2014, el cantón de Sellières fue suprimido el 22 de marzo de 2015 y sus 13 comunas pasaron a formar parte del nuevo cantón de Bletterans.